# RattleCAD
rattleCAD — це параметрична 2D САПР, спеціалізована для проектування велосипедів, зокрема для проектування велосипедної рами, що розробляється австрійським велосипедистом і програмістом Манфредом Розенбергером з 2008 року. Програма написана на мові програмування Tcl з графічним інтерфейсом користувача на основі Tk.
У 2019 році, після 10 років розробки rattleCAD  за моделлю вільного програмного забезпечення, модель розробки було змінено на пропрієтарну.

## Історія
У 2008 році Манфред Розенбергер розпочав розробку rattleCAD як програмного забезпечення з відкритим вихідним кодом для виробників велосипедів і магазинів велосипедів, а з січня 2010 року публікував вихідний код та файли інсталяторів на SourceForge, як альтернативу лише кільком пропрієтарним програмам у цій галузі  існуючим на той час, таких як BikeCAD, одна з найстаріших САПР, призначена для дизайну велосипедів, розроблена канадським бізнесменом з прокату велосипедів і програмістом Брентом Каррі з 2002 року, та Linkage, програмне забезпечення CAD і CAE для проектування велосипедів і симуляції велосипедної підвіски, розроблене угорським розробником програмного забезпечення Гергелі Ковачем.
З 31 березня по 1 квітня 2012 року програма була виставлена на EHBE (Європейська виставка велосипедів ручної роботи) у Швебіш-Гмюнді.
11 квітня 2012 року програму було представлено на Bespoked 2014 (Великобританське шоу велосипедів ручної роботи) у Лондоні.
8 липня 2017 року Розенбергер представив rattleCAD на EuroTcl 2017 (15-а європейська зустріч користувачів Tcl/Tk) у Берліні.
7 липня 2018 року на EuroTcl 2018 (16-а європейська зустріч користувачів Tcl/Tk) у Мюнхені Розенбергер представив cad4tcl — графічну бібліотеку з відкритим вихідним кодом для Tcl/Tk для створення програмного забезпечення САПР, відділену з основного коду програми rattleCAD.
10 грудня 2018 року було випущено перший попередній випуск rattleCAD 4.0.0.
У січні 2019 року було випущено rattleCAD 3.6.30 — це був останній випуск із відкритим кодом.

### Закриття коду

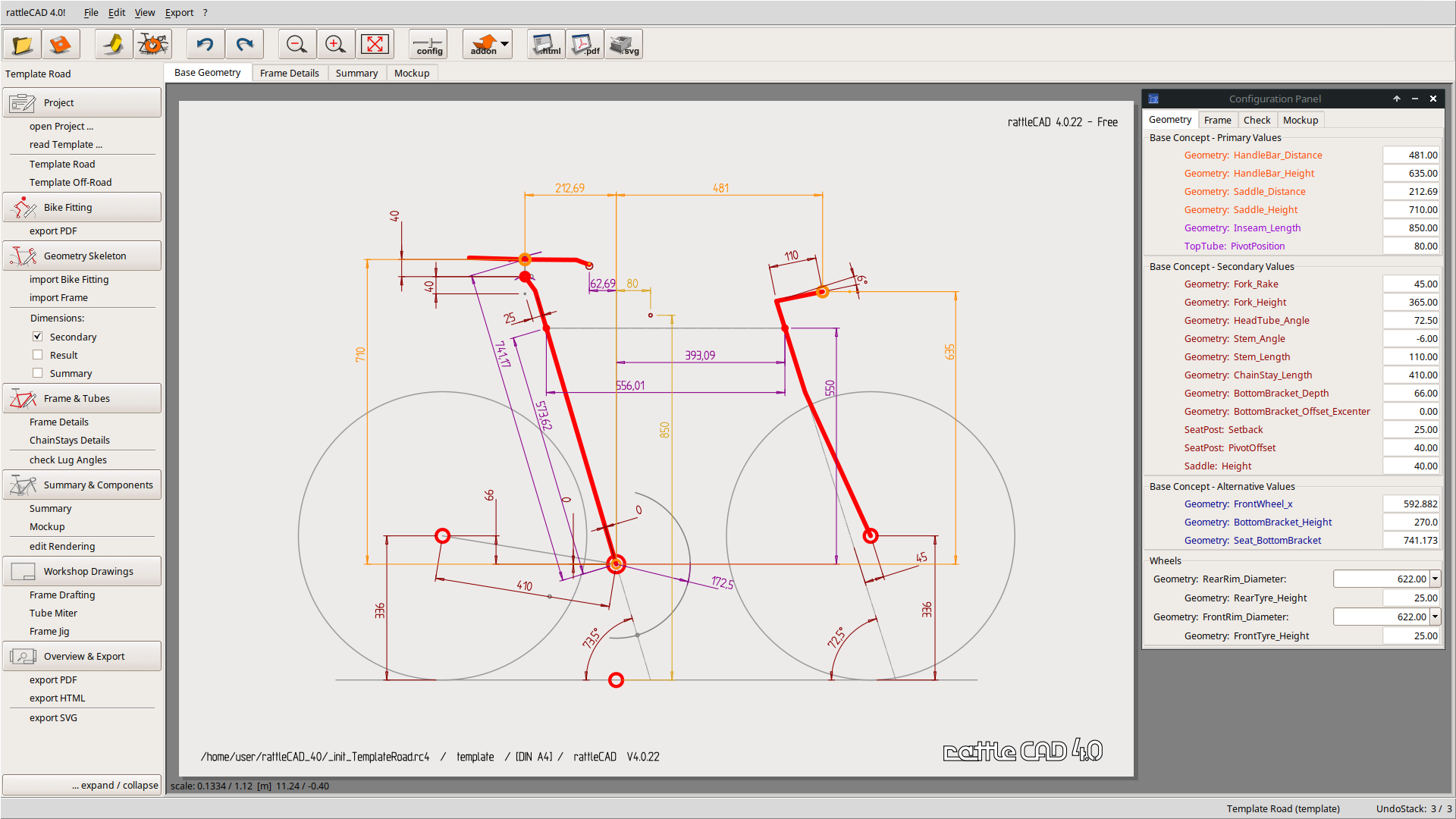
Базова геометрія велосипеда у rattleCAD 4.0.22 Free.

У 2019 році Розенбергер оголосив про припинення розробки з відкритим вихідним кодом і перехід на пропрієтарну модель розробки для наступних випусків rattleCAD 4.x на новому веб-сайті.
rattleCAD 4.0 will not be free and open source anymore. Basically, there will be timely limited licenses for rattleCAD - a kind of user fee. This will allow me to continue to develop rattleCAD in the future. Since last autumn (2018) a lot has been done in rattleCAD.— Manfred Rosenberger
Відтоді програма надається через Gumroad у вигляді обмеженої безкоштовної редакції за добровільні пожертви (пізніше безкоштовну версію замінено більш обмеженою демоверсією) і як комерційні редакції для приватного та професійного використання з оплатою за підпискою.
Станом на червень 2023 року сторінка проекту на SourceForge все ще активно використовується користувачами та розробниками програм як форум для обговорень.
Не зважаючи на те, що розробник у 2019 році видалив із SourceForge усі старі вихідні коди та інсталятори, ліцензовані як вільне програмне забезпечення, кілька знімків репозиторію оригінального коду та форку rattleCAD 3.x, розміщених на GitHub, інсталятори останньої версії rattleCAD 3.6.30 і старіших версій, які все ще поширюються в Інтернеті станом на жовтень 2023 року, розміщені та доступні на сайті Internet Archive.

## Особливості
rattleCAD надає всі інструменти, необхідні для проектування велосипеда, від попереднього проектування базової геометрії, адаптованої до розміру тіла велосипедиста, до виготовлення повної збірки та виробничої документації рами:
- Покроковий графічний інтерфейс для проєктування велосипеда.
- Параметричне задання для базової геометрії, на основі якої потім розраховуються детальна геометрія конструкції велосипеда, включаючи робочі креслення для різання труб рами.
- Векторне графічне представлення даних САПР.
- Каталог велосипедних запчастин (CAD блоки).
- Автоматична генерація виробничих 2D планів і документації.
- Експорт FreeCAD Macro, з допомогою додаткового доповнення rattleCAD 3D, для генерації 3D-моделі та збірок всередині FreeCAD.[45][46][47]

### Формати файлів
rattleCAD підтримує наступні формати файлів:
- XML — для зберігання проєктів і шаблонів велосипедів rattleCAD 3.x. [48]
- *.rc4 — формат файлу на основі JSON для зберігання проектів і шаблонів велосипедів rattleCAD 4.x.
- SVG — для імпорту, експорту креслень і документів, а також як файли бібліотек деталей велосипеда (CAD блоки).
- HTML — для експорту звіту про проект як веб-сторінки (з файлом проекту та набором креслень у SVG), готової до публікації на власному веб-сайті.
- PDF — для експорту креслень і документів.
- STEP[en] — для експорту 3D моделі збірки.[46]
- Python (*.py,  *.FCMacro) — для експорту FreeCAD Macro для генерації 3D моделей всередині FreeCAD.[45][46][47]
- DXF — для експорту креслень і документів.

## Історія версій
- Список змін на офіційному сайті та SourceForge

| Версія                                                                                                 | Дата виходу | Інформація |
| --- | ----------- | --- |
| unk | 2008        | Перший реліз |
| 2.8 | 2010-01     | розробка стала відкритою на SourceForge |
| 3.1 | 2010-09     | |
| 3.2 | 2010-10-25  | |
| 3.3 | 2012-04-28  | нові визначення для Saddle Position, Rear Mockup |
| 3.4 | 2013-02-17  | додано приклади у rattleCAD і їх перегляд по колу, режим демо (File -> Demo), rattleCAD 3D (доповнення)                                             |
| 3.5 | 2018-02-24  | |
| 3.6 | 2018-08-14  | акордеонне меню, підгонка велосипеда (введення Position, імпорт Position, імпорт Frame), виділено бібліотеки (cad4tcl, svgDOM)                      |
| 4.0 | 2018-12-10  | розробка переведено у пропрієтарну модель (з версіям Professional, Private та Demo), переглянуто інтерфейс користувача, новий формат файлів (*.rc4) |
| 4.1 | 2020-10-31  | гнуті труби |
| 4.2 | 2022-06-19  | додаткові функції налаштування HeadTube, налаштування згину SeatStay, компоненти виділено в окрему бібліотеку компонентів                           |
| 4.3 | 2023-09-01  | |
| Легенда:Стара версіяСтара версія, все ще підтримуєтьсяОстання версіяОстання бета-версіяМайбутній реліз |             | |

## cad4tcl
cad4tcl — це графічна бібліотека з відкритим кодом для Tcl/Tk для створення програмного забезпечення САПР, розроблена як частина rattleCAD. Вона підтримує імпорт файлів SVG і експорт файлів SVG, PDF і DXF.

## svgDOM
svgDOM — бібліотека обробки та оптимізації графіки SVG з відкритим кодом для Tcl/Tk, розроблена як частина rattleCAD.